# هامبوس نيلسون
هامبوس نيلسون (بالسويدية: Hampus Nilsson)‏ (17 يوليو 1990 في السويد - ) هو لاعب كرة قدم سويدي في مركز. شارك مع منتخب السويد تحت 19 سنة لكرة القدم. أما مع النوادي، فقد لعب مع نادي هلسينغبورغ ونادي يورغوردينس وÄngelholms FF ‏ وHögaborgs BK ‏ ونادي فارنامو ونادي لاندسكرونا ‏.

## روابط خارجية
- هامبوس نيلسون على موقع اتحاد السويد (السويدية)
- هامبوس نيلسون على موقع قاعدة بيانات كرة القدم.إي يو (الإنجليزية)
- هامبوس نيلسون على موقع Soccerway.com (الإنجليزية)